# Piekło pocztowe
Piekło pocztowe (ang. Going Postal) – powieść Terry’ego Pratchetta z serii Świat Dysku, wydana w Wielkiej Brytanii 25 września 2004, a w Polsce jesienią 2008 roku. Piekło pocztowe jest pierwszą powieścią Pratchetta nominowaną do nagrody Nebula (w 2005 roku).
Utwór – odmiennie niż poprzednie części cyklu – jest podzielony na rozdziały. Każdy z nich jest, na wzór XIX-wiecznych powieści, poprzedzony kilkuhasłową zapowiedzią mających w nim nastąpić zdarzeń.
Oryginalny tytuł „going postal” w amerykańskim slangu oznacza bycie wściekłym, zestresowanym z powodu swojej pracy aż do posunięcia się do przemocy; w przypadku tej książki jest to także gra słów: „going postal” może być zinterpretowane jako wyrażenie oznaczające, zgodnie z treścią powieści, „powstawanie poczty”.
Fabuła utworu to perypetie Moista von Lipwiga, oszusta i złodzieja, zmuszonego przez Vetinariego, patrycjusza Ankh-Morpork, do zajęcia się będącym w stanie całkowitego upadku urzędem pocztowym. Von Lipwig stara się sprostać temu zadaniu, przy okazji wynajdując filatelistykę, choć na drodze stanie mu groźny konkurent. Głównym tematem satyry jest funkcjonowanie korporacji, dążących wszelkimi środkami do eliminacji konkurencji. Pojawiają się też aluzje do idei wolnego oprogramowania.

## Adaptacja filmowa
30 maja 2010 roku w Sky1 odbyła się telewizyjna premiera ekranizacji Piekła pocztowego. Moista von Lipwiga zagrał Richard Coyle, Adorę Bellę Dearheart Claire Foy, Reachera Gilta David Suchet, natomiast Havelocka Vetinari – Charles Dance.